# Útero artificial

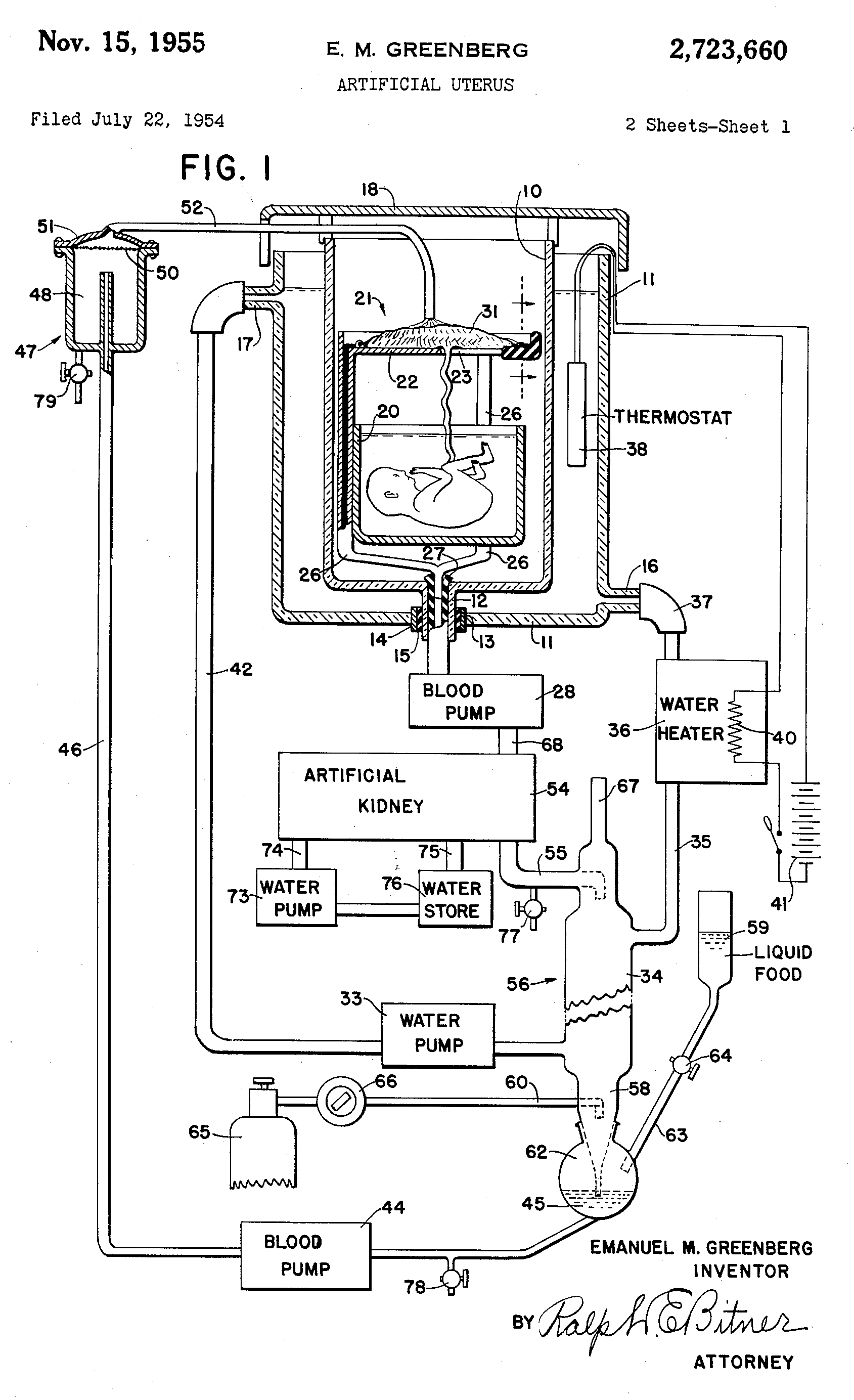
Ilustração de um útero artificial patenteado por Emanuel M Greenberg, em 1955.

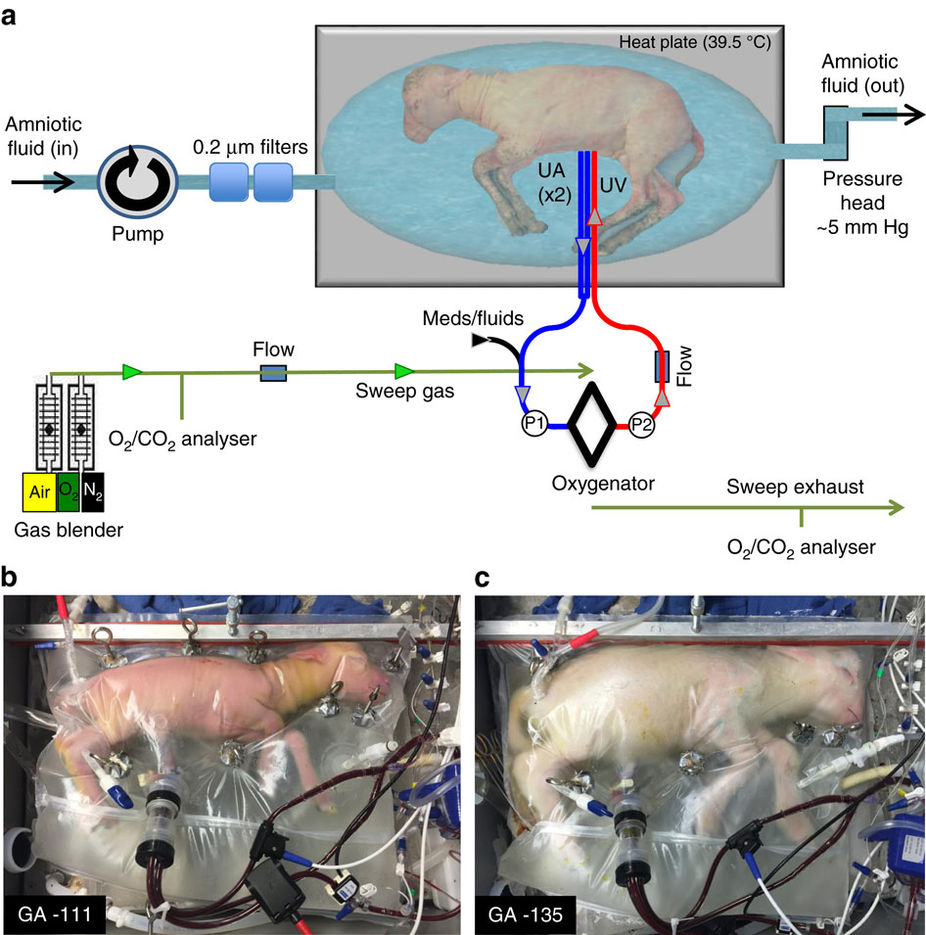
Imagem de um 2017 Nature Communications mostrando um sistema de suporte de vida extra-uterino utilizado em um feto de cordeiro.

Um útero artificial é um dispositivo hipotético que permitiria a gestação externa através do crescimento do feto fora do corpo de um organismo. Em 2017, um feto de ovelha foi cultivado, em seus últimos estágios de gravidez, em um útero artificial.
O útero artificial, como substituto do órgão, teria muitas aplicações. Ela pode ser usada para ajudar casais no desenvolvimento de um feto. Podendo, potencialmente, ser executado como um comutativo de um útero natural e um útero artificial, indo assim, no limiar de viabilidade fetal para um estágio muito anterior de gravidez. Neste sentido, ele pode ser considerado como uma incubadora neonatal com muitas funções. Além disso, pode ser potencialmente usado para a iniciação do desenvolvimento fetal.

## Componentes
Um útero artificial, por vezes referido como um 'exo útero', teria de fornecer nutrientes e oxigênio para nutrir o feto, bem como o descarte dos resíduos. O escopo de um útero artificial pode também incluir uma interface que serve a função de placenta, um tanque de líquido amniótico funcionando como o saco amniótico, bem como um cordão umbilical.

## Considerações filosóficas

### Bioética
O desenvolvimento artificial uterino e ectogenesis levanta algumas considerações bioética e legais, e também tem implicações importantes para os direitos reprodutivos e o debate sobre o aborto.
O útero artificial pode expandir o alcance da viabilidade fetal, levantando questões sobre o papel que a viabilidade fetal tem nas leis sobre o aborto em algumas legislações ao redor do mundo. Dentro de cessação de funções, em teoria, por exemplo, ao invés do aborto seria mais ético, o direito de retirar o feto, e transferir o mesmo para um útero artificial. Se transferir o feto do ventre de uma mulher para um útero artificial é possível, a opção de interromper uma gravidez, desta forma, poderia fornecer uma alternativa para a abortar ao feto.
Há também preocupações teóricas de que as crianças que se desenvolvam em um útero artificial podem sentir a falta de "alguns vínculo essenciais com suas mães, que as outras crianças têm".

## Leitura complementar
- Coleman, Stephen (2004). The Ethics Of Artificial Uteruses: Implications For Reproduction And Abortion. [S.l.: s.n.] ISBN 978-0-7546-5051-5
- Scott Gelfand, ed. (2006). Ectogenesis: Artificial Womb Technology and the Future of Human Reproduction. [S.l.: s.n.] ISBN 978-90-420-2081-8